# Hamningberg
Hamningberg (tidigare Havningberg) (nordsamiska: Hámmanbirgi) är ett avfolkat fiskeläge i Båtsfjords kommun, längst ut på Varangerhalvön i Finnmark fylke i norra Norge. Den tidigare bosättningen är speciell i finnmarkssammanhang med sin intakta bebyggelse från 1800-talet. Idag finns det ingen fast befolkning på orten.
Hamningberg hade under sina glansdagar många fiskare med verksamhet året runt och somliga med fiske enbart under sommarsäsongen. Hamningberg hade alltid ett diversifierat näringsliv och hade inte någon enskild ägare av fiskeläget som helhet. År 1900 var Hamningberg ett av de största fiskelägena i östra Finnmark, med omkring 250 invånare. 
I Hamningberg står ett minnesmärke över de räddningsinsatser som utfördes våren 1894, då det varnades om en storm av nära nog orkanstyrka, samtidigt som en stor fiskebåtsflotta med småbåtar befann sig ute på havet. Inget av ångfartygen ville gå ut i det ökande ovädret, men manskapet i det då splitter nya segelräddningsfartyget RS Colin Archer satte ut från Vardø för att undsätta fiskarna. Fartyget bärgade vid två turer från Vardø 36 personer från en säker död, och räddningsaktionen i Hamningberg blev vida känd på kort tid över hela Norge. Detta ledde till byggandet av flera seglande räddningsfartyg.
Hamningberg utnyttjas idag av fritidsboende året runt. Vägen är inte öppen vintertid, men platsen är åtkomlig med snöskoter och med båt.

## Avflyttning
Efter andra världskriget arbetade lokalbefolkningen för att åter bygga upp en fiskenäring, och en sådan kom igång 1953. Det behövdes dock en ny och bättre hamn med nya pirar, men någon sådan anlades aldrig. Därför togs beslut om att överge platsen 1965. 

## Byggnader
Medan husen i större delen av Finnmark brändes ned av den retirerande tyska militären i andra krigets slutskede, kom en stor del av bebyggelsen i Hamningberg att stå orörd. Några befintliga hus uppfördes på 1800-talet. De flesta av ortens 65 hus är idag i fullgott skick. En del hus är från pomortiden omkring 1720–1917, då många ryssar kom för att fiska och byggde egna hus.
Hamningberg var ett av pilotprojekten i norska Riksantikariens "Verdiskapningsprosjektet".

## Bilder

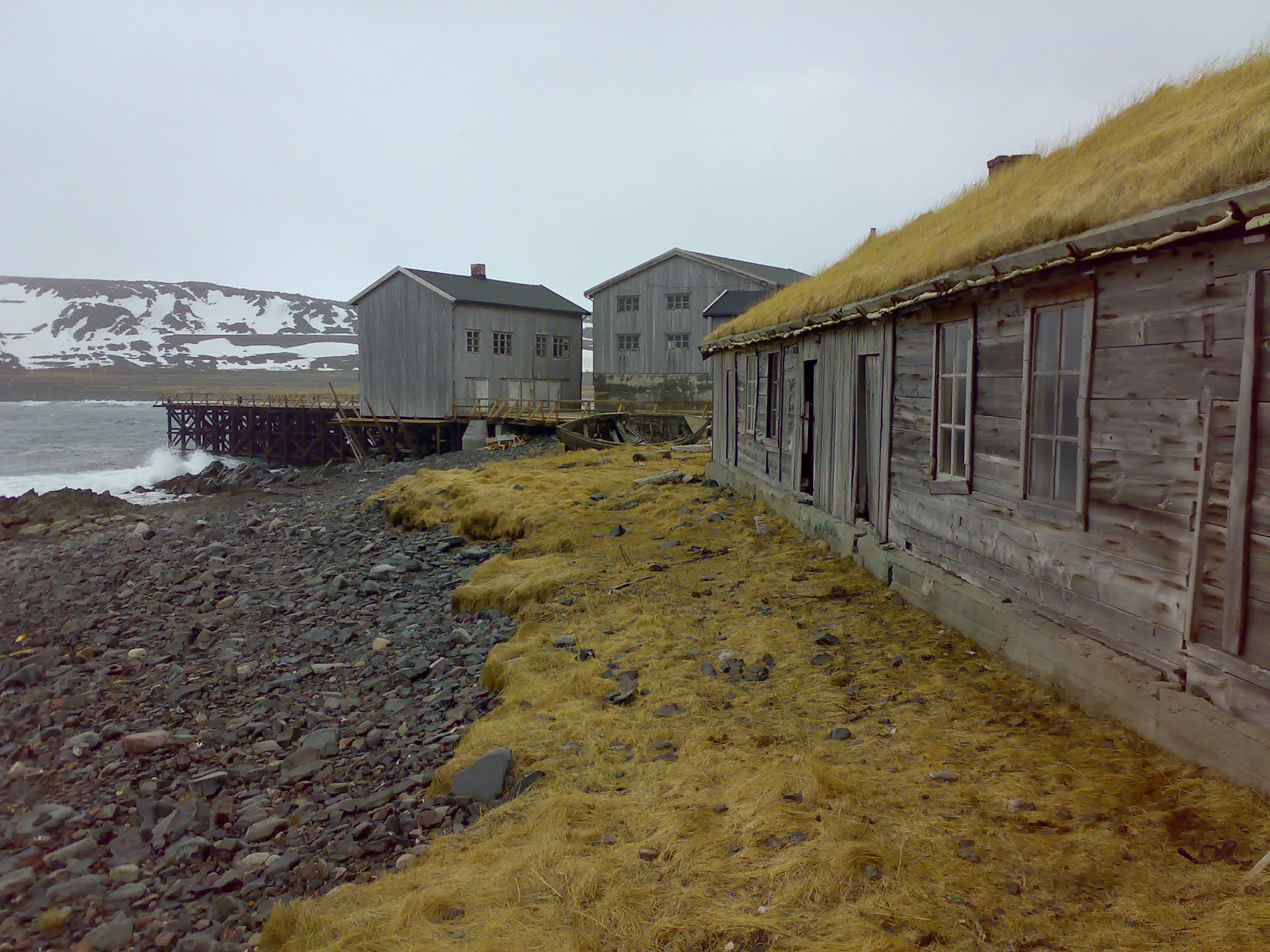
Väder och vind har satt sin prägel på bebyggelsen.
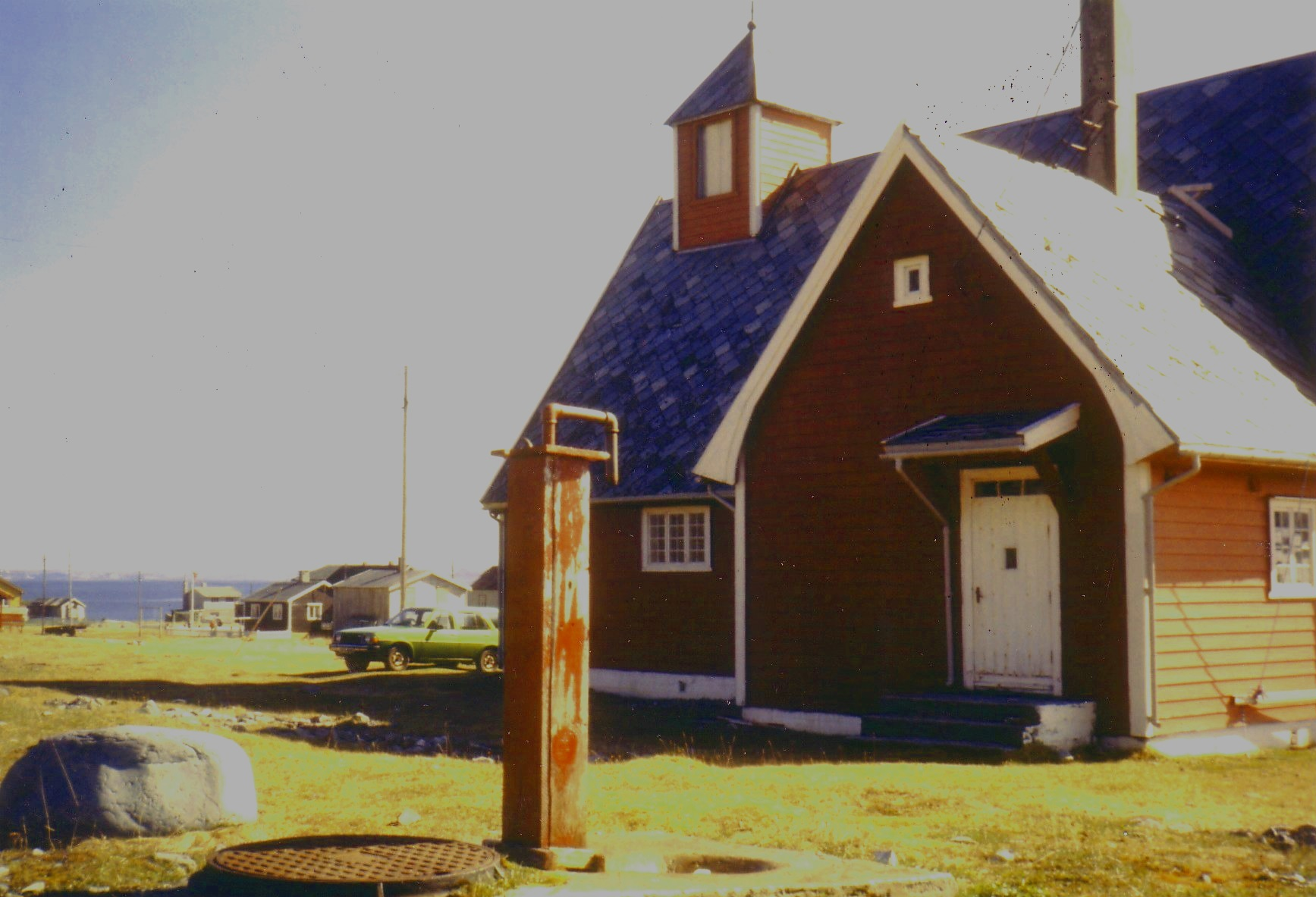
Hamningbergs kapell.
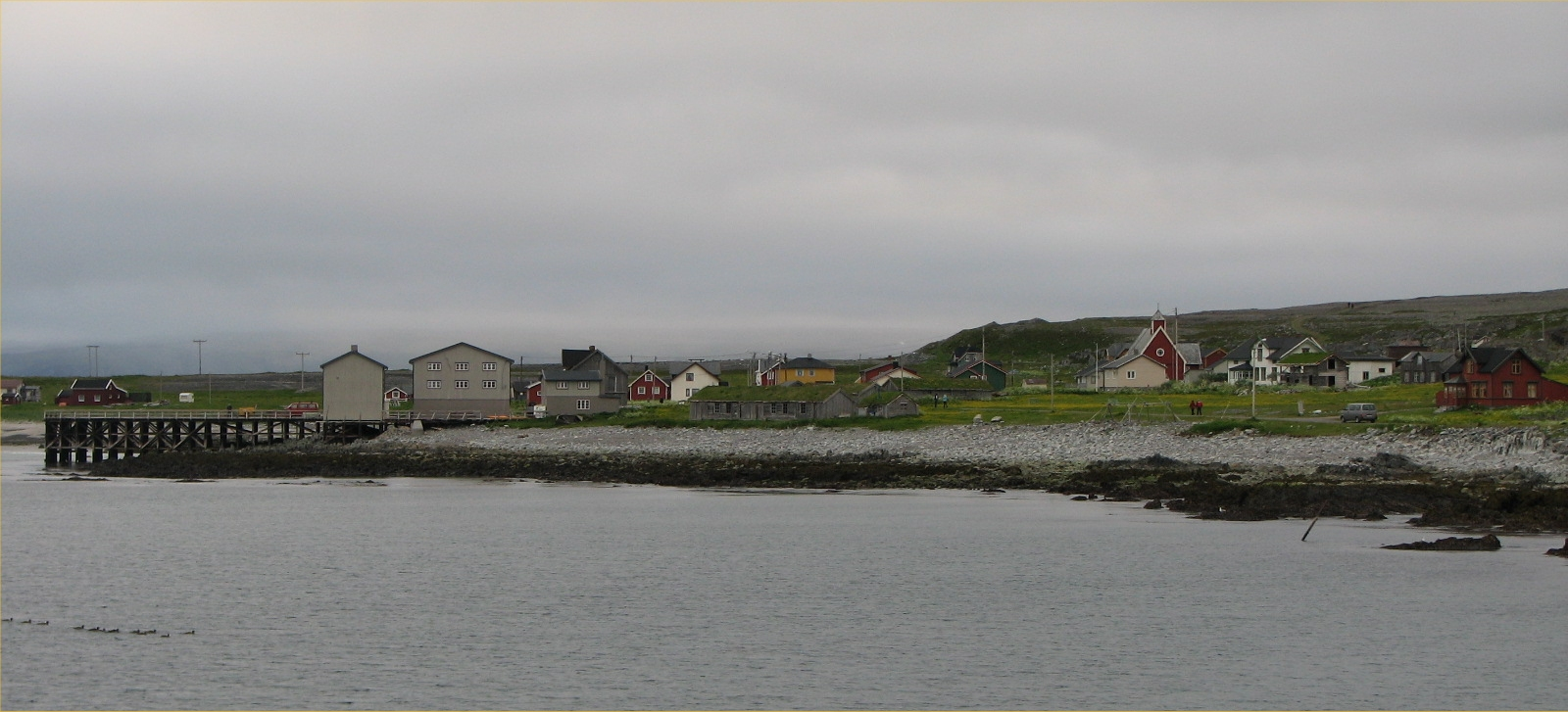
Hamningberg sett från piren.
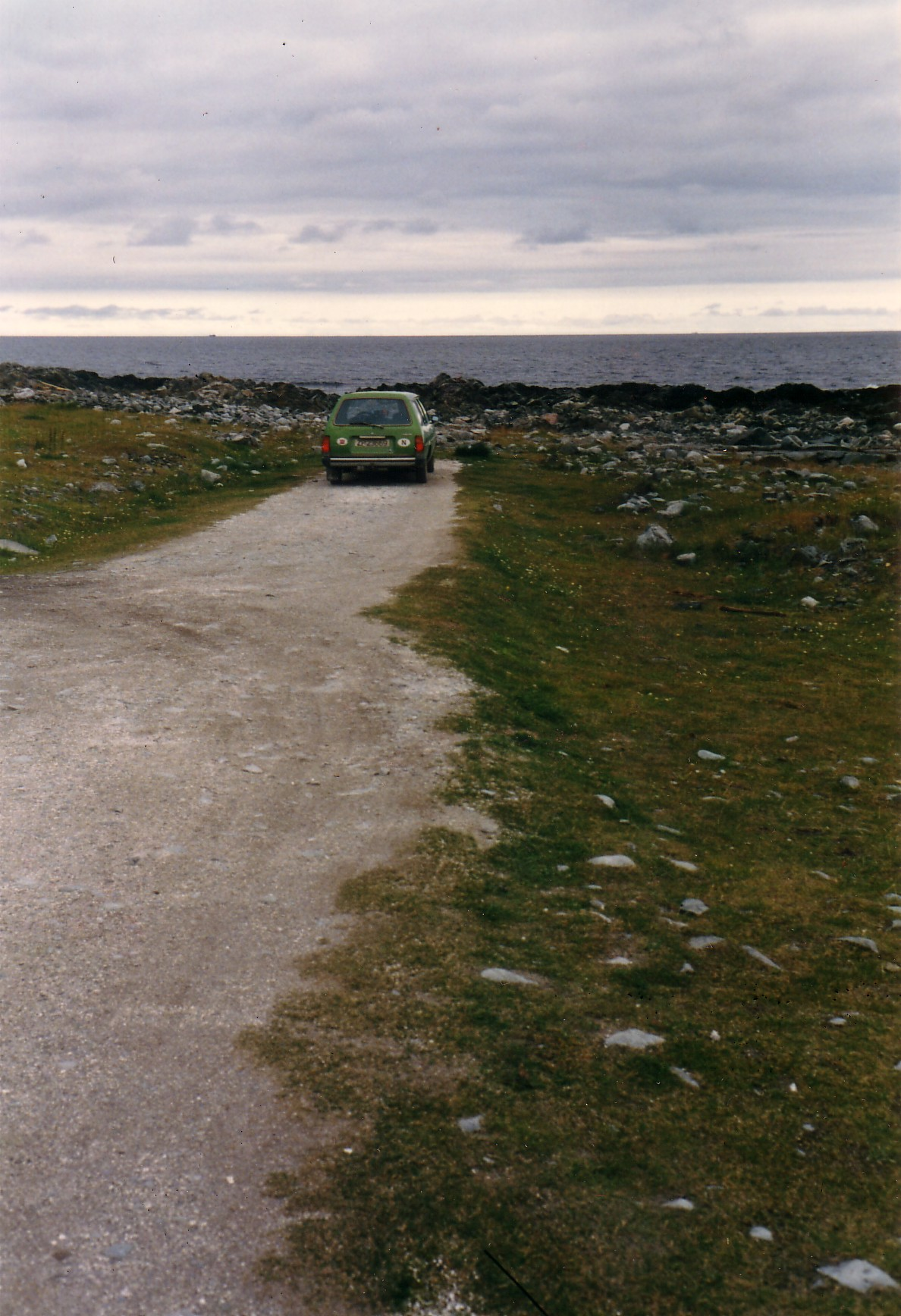
Vägens slut, längst österut i Norge.
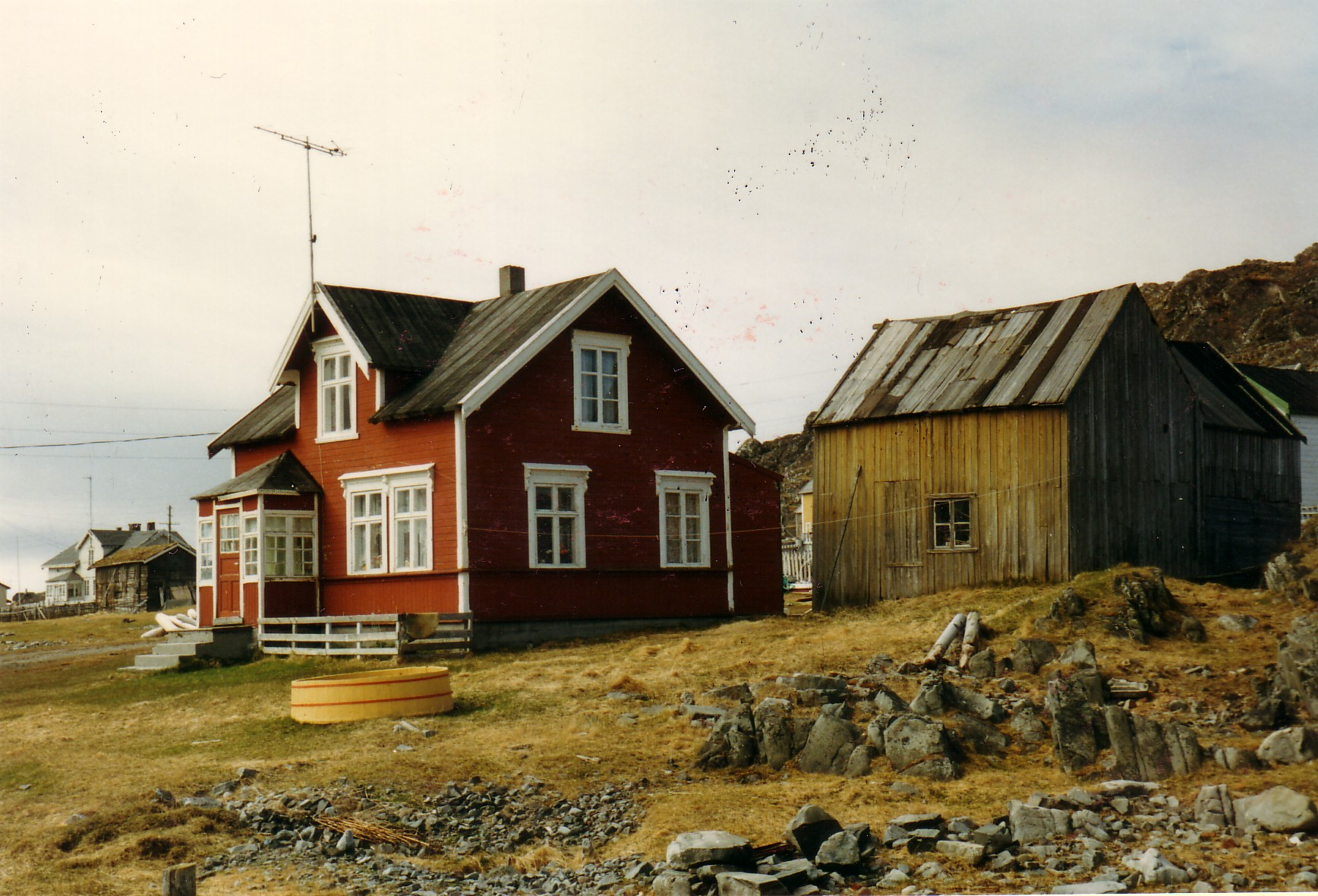
Hus i Hamningberg.
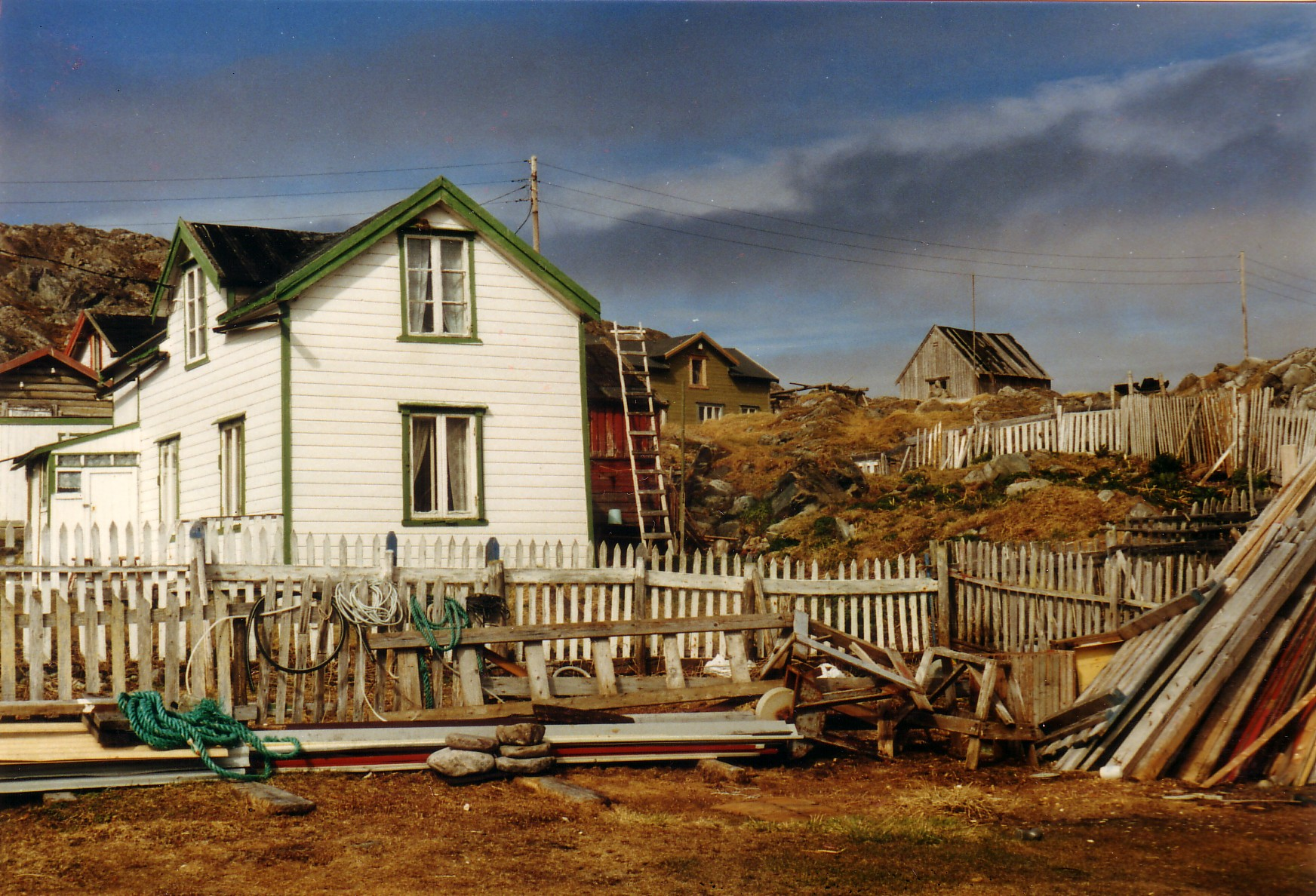
Bebyggelse i Hamningberg.
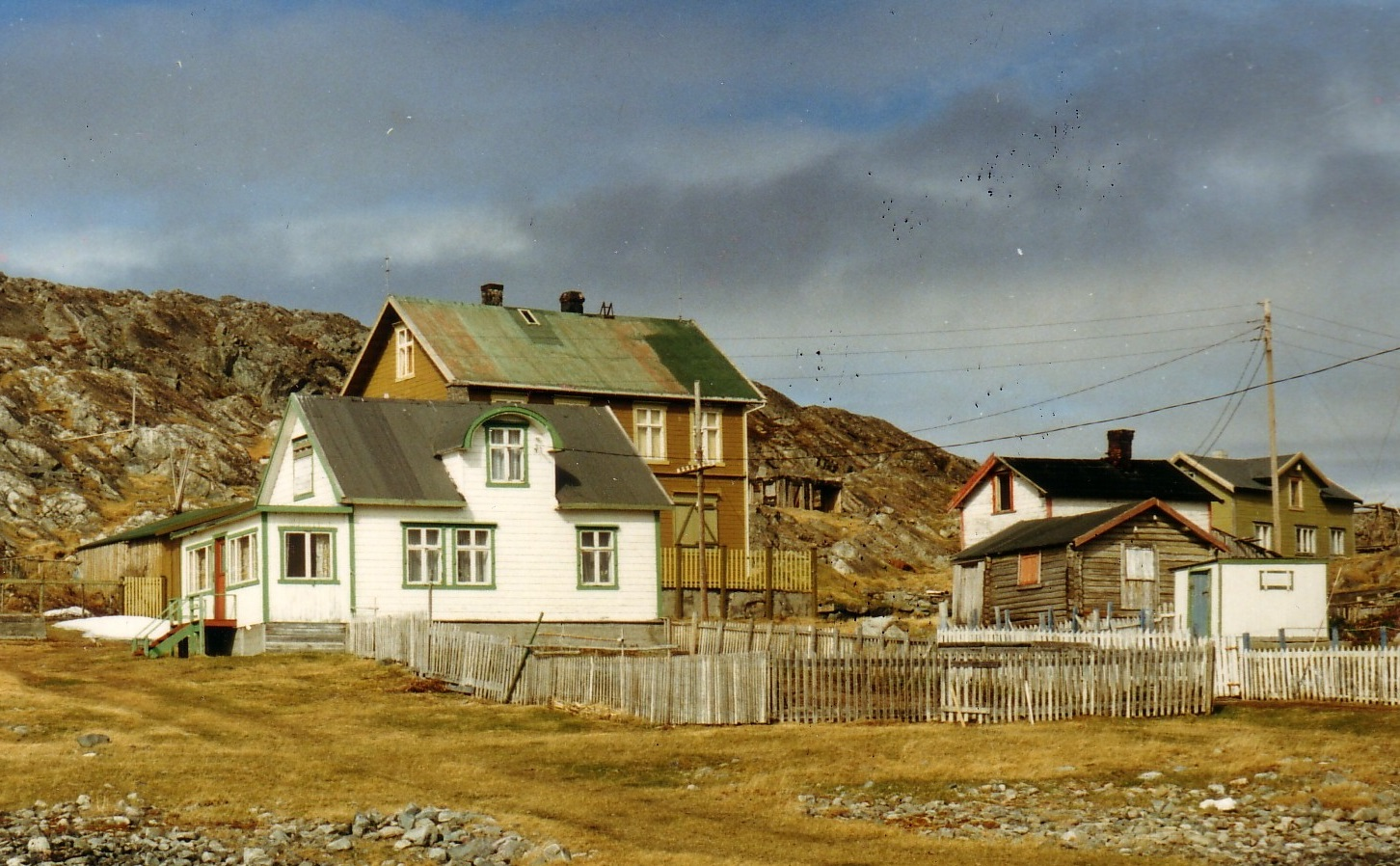
Bebyggelse i Hamningberg.
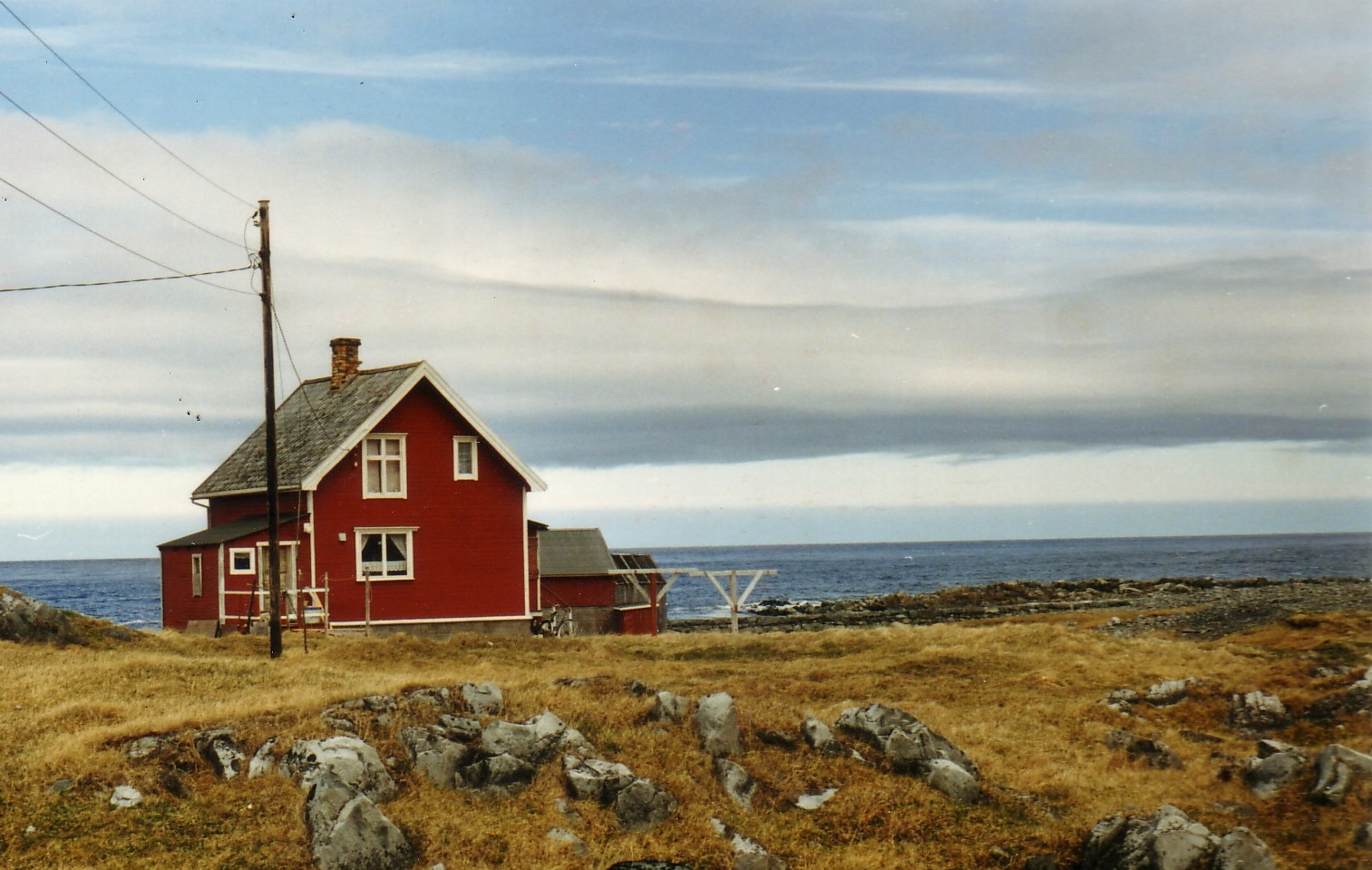
Hus i Hamningberg.
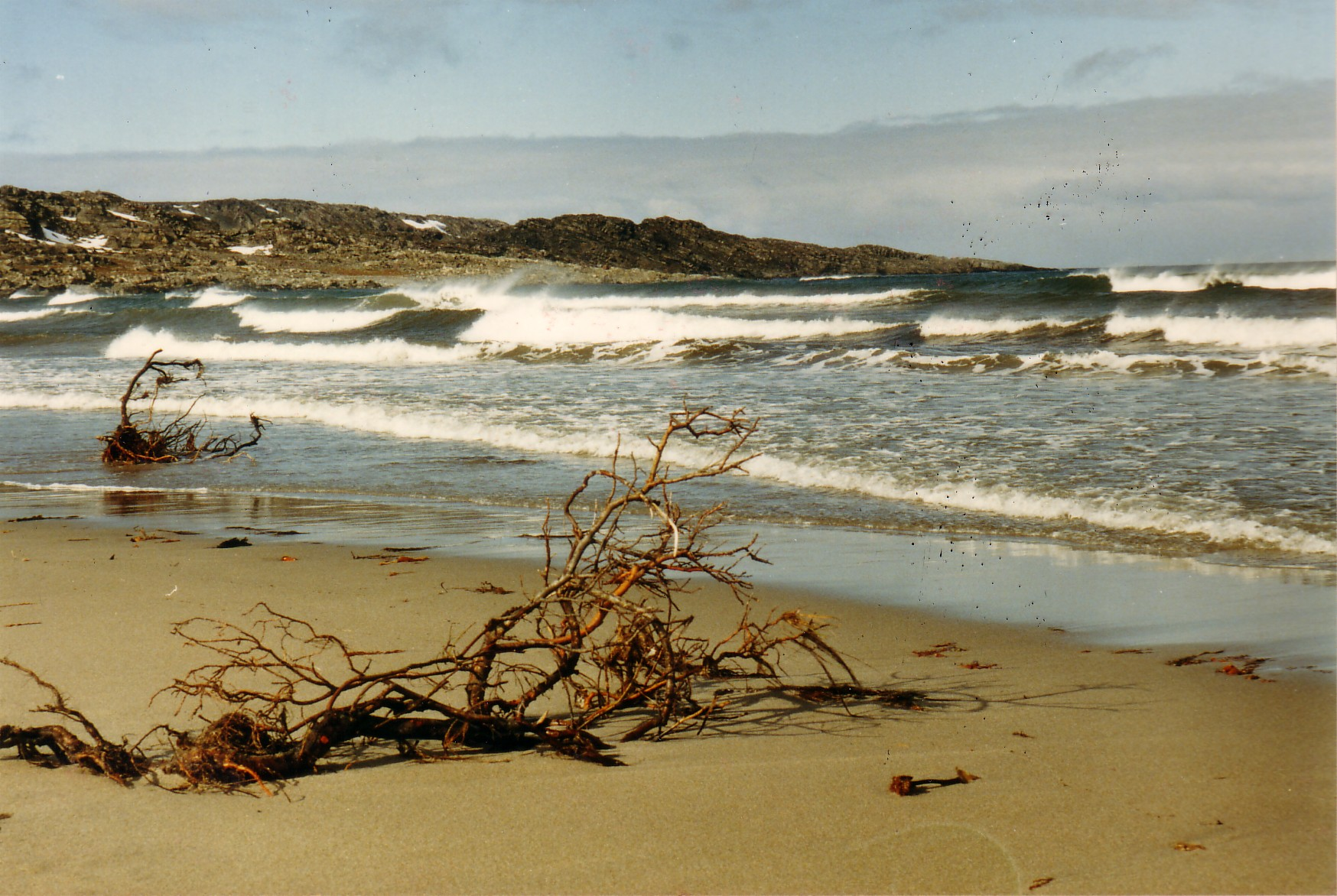
Strand i Sandfjord, fem kilometer söder om Hamningberg.
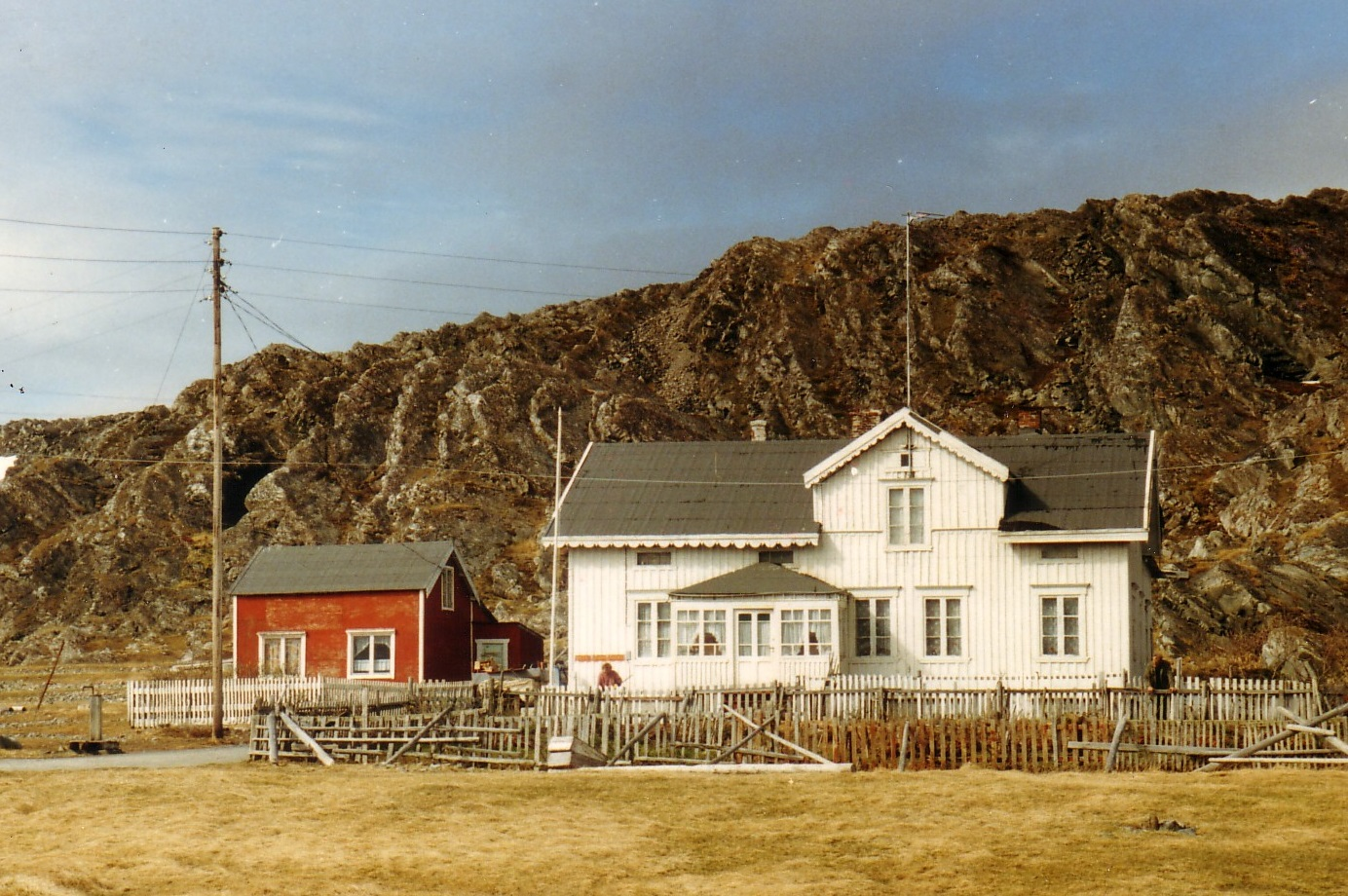
Hanssen-huset i Hamningberg, som i dag är butik sommartid.
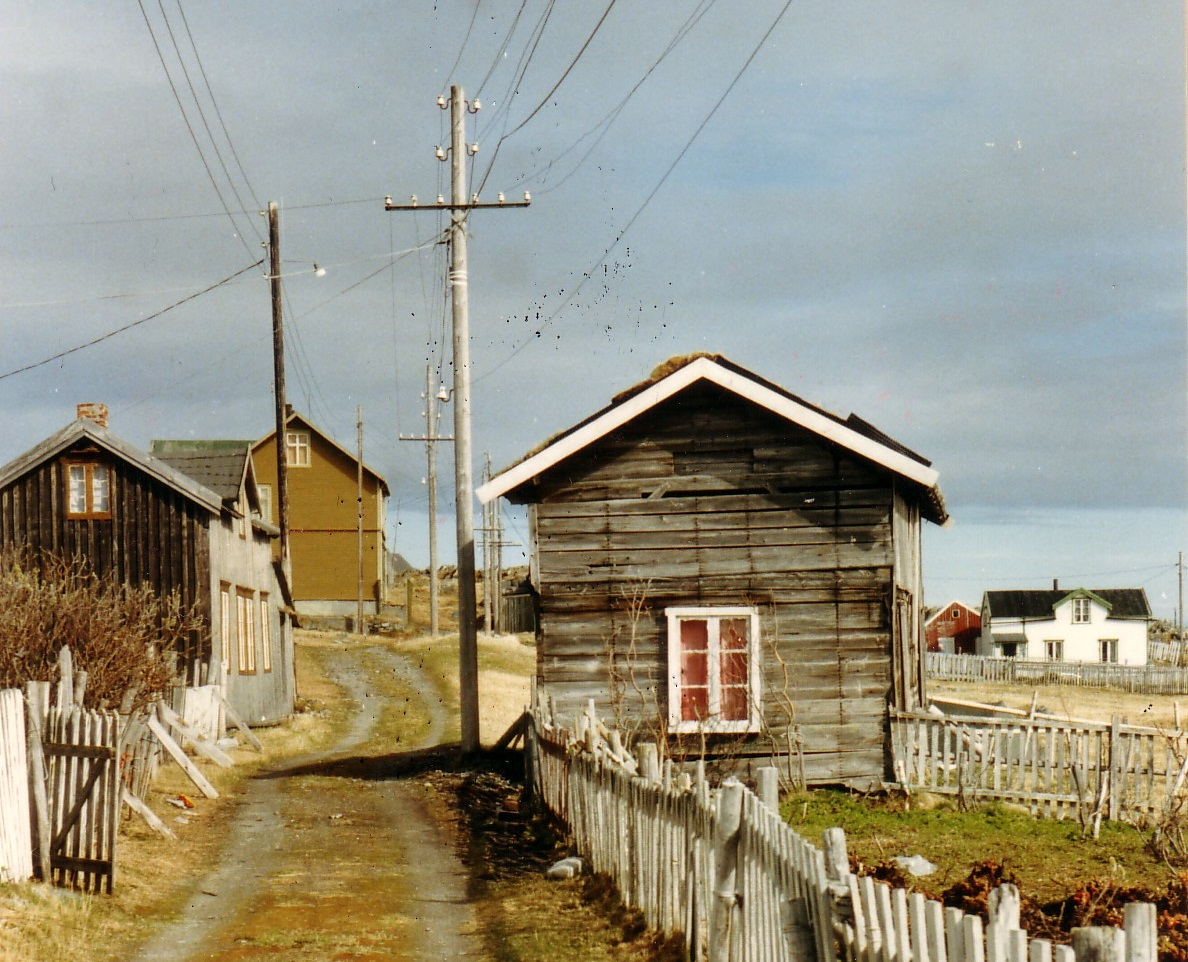
Gata i Hamningberg.